# 名古屋市營地下鐵
名古屋市營地鐵（日语：／ Nagoya shiei chikatetsu */?）是位於日本愛知縣名古屋市，由名古屋市交通局所經營的地下鐵路線系統。名古屋市營地下鐵於1957年（昭和32年）11月15日通車，首通段為現今東山線名古屋～榮之間路段，目前擁有6條路線。營運里程數為93.3公里，營運車站數量為87站，電車數量共有782輛（至2024年1月為止）。另在名古屋市的法規中正式名稱為名古屋市高速度鐵道。

## 历史

### 规划建设
名古屋建设地铁的规划在1936年提出，这一年该市人口已超过100万人；根据该规划将分两期建设7条线路共计52公里。1937年名古屋由原址（今笹岛）移到现址，1938年关西急行电铁建设了地下车站关急名古屋（今近鐵名古屋）并于当年开业，该车站的名古屋線的名古屋路段和该车站成为名古屋第一条地下铁路。
另一方面，由于日本开始了第二次中日戰爭使得名古屋财政恶化，城市的发展也偏向军工；1939年“临时名古屋并近郊交通调查会”成立并重新审视地铁规划，并公布了29公里的4条线路，但是受到第二次中日战争的影响，计划并冻结，并没有进行实质的施工。
战后1946年1月起草了大约43公里的4条线路，此次规划是為了戰損重建而製定之城市規劃的一部分，以未來人口為200萬的假設进行规划，主要目的是在鐵路建設前確保鐵路用地。另外該計畫強調與平田橋、上饭田、守山、八事等現既有鐵路车站的互通性，因此許多地鐵路線採取與現有地鐵路線截然不同的路線。
同年9月“名古屋市高速度铁道协议会”成立，運輸省、内務省、战災复兴院、名铁、近铁等单位也参与其中，1947年10月协议会确认了55公里6条线路的计划。1950年依据建設省告示第9号确认約48.4km的”名古屋復興都市计划高速度铁道路線網“，該都市计划的決定包括租用日本國鐵名古屋站0號月台，作为地鐵车站，地铁建设至榮站，並與名鐵名古屋本線直通运转，新川橋、八田、大曾根、水分橋等车站也計畫開通直通運行。
然而由於建設資金分担和国铁站台使用等問題，上述計畫陷入停滯。最终名古屋市決定在不考虑直通運行的情況下建設自己的地鐵系统，並採用第三轨供电。1954年8月名古屋市營地下鐵首个路段，名古屋至榮町（今日的榮）区间开工。

### 开通扩张
1957年11月15日名古屋至榮町区间通车，编为1号线，随后2号线榮町 - 市役所于1965年开通，根据走向1号线、2号线，又分别被称为”东西线“与”南北线“。1969年正式制定路线名称1号线、2号线分别被称为”东山线“与”名城线“。1971年名城線金山 - 名古屋港 (现在的名港線)、市役所 - 大曾根开通，当時的名城線全通。
1974年4号线金山 - 新瑞橋开业；1977年鶴舞線 (3号线)伏見 - 八事开业，1979年开始与名鐵直通運行。1989年櫻通線 (6号线)开业；为了连络名鐵小牧线与名古屋市中心，决定建设上飯田線，由1994年成立的上飯田連絡線建设持有，名古屋市營地下鐵负责运营，2003年上飯田線开通，并与小牧线直通停运转。2011年櫻通線野並 - 德重开通，是名古屋市營地下鐵最近开通的路段。

## 路線
| 路線顏色                        | 記號  | 路線編號 | 中文線名          | 日文線名       | 开通年份     | 起點             | 終點             | 長度 （公里） | 车站数 | 制式                        |
| ------------------------------- | ----- | -------- | ----------------- | -------------- | ------------ | ---------------- | ---------------- | ------------- | ------ | --------------------------- |
| 黃色                            |       | 1號線    | 東山線            |                | 1957         | 高畑（H-01）     | 藤丘（H-22）     | 20.6          | 22     | 1435mm 直流600V 第三轨供电  |
| 紫色                            |       | 2號線    | 名城線 （環狀線） |                | 1965         | 金山（M-01）     | 大曾根（M-12）   | 26.4          | 28     | 1435mm 直流600V 第三轨供电  |
| 紫色                            | 4號線 | 1974     | 名城線 （環狀線） | 大曾根（M-12） | 金山（M-01） |                  |                  | 26.4          | 28     | 1435mm 直流600V 第三轨供电  |
|                                 |       | 2號線    | 名港線            |                | 1971         | 金山（E-01）     | 名古屋港（E-07） | 6.0           | 7      | 1435mm 直流600V 第三轨供电  |
| 紫色+白色 ※與名城線使用相同紫色 |       | 2號線    | 名港線            |                | 1971         | 金山（E-01）     | 名古屋港（E-07） | 6.0           | 7      | 1435mm 直流600V 第三轨供电  |
|                                 |       | 2號線    | 名港線            |                | 1971         | 金山（E-01）     | 名古屋港（E-07） | 6.0           | 7      | 1435mm 直流600V 第三轨供电  |
| 藍色                            |       | 3號線    | 鶴舞線            |                | 1977         | 上小田井（T-01） | 赤池（T-20）     | 20.4          | 20     | 1067mm 直流1500V 接触网供电 |
| 紅色                            |       | 6號線    | 櫻通線            |                | 1989         | 太閤通（S-01）   | 德重（S-21）     | 19.1          | 21     | 1067mm 直流1500V 接触网供电 |
| 桃紅色                          |       | 無       | 上飯田線          |                | 2003         | 上飯田（K-01）6  | 平安通（K-02）   | 0.8           | 2      | 1067mm 直流1500V 接触网供电 |

備註

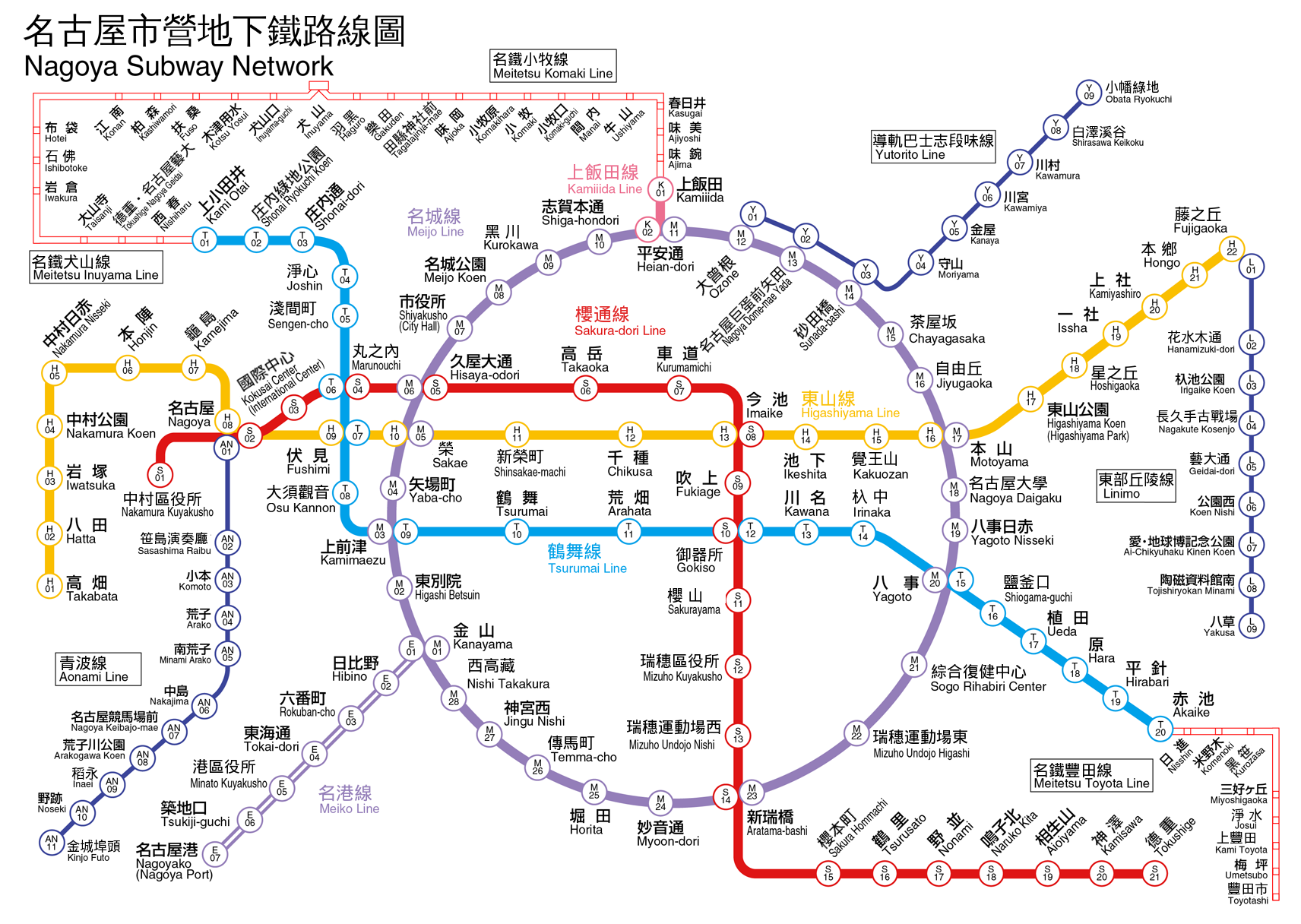
名古屋市营地下铁运营网络示意图（粉色空心线路为与该系统直通运行的线路，图中蓝色细线不属于该系统）

- 名城線和名港線在計劃上分為2號線（大曾根－榮－金山－名古屋港）和4號線（大曾根－名古屋大學－金山）兩部分。現時兩條路線設有相互直通運行的列車班次。
- 鶴舞線的兩端連接名古屋鐵道的名鐵犬山線（上小田井）和名鐵豐田線（赤池），並設有直通三線的列車班次。
- 上飯田線實際由上飯田連絡線擁有。而此線在上飯田站与名古屋鐵道小牧線直通运转，平日營運也是委託名古屋鐵道提供服務。

## 票價
一般成人為全額之單程票價，孩童票或持有殘障人士手冊者等為該半價之單程票價。
| 區間數 | 營業里程數 | 票價（日幣） |
| ------ | ---------- | ------------ |
| 1區間  | - 3km      | 210          |
| 2區間  | - 7km      | 240          |
| 3區間  | - 11km     | 270          |
| 4區間  | - 15km     | 310          |
| 5區間  | 15km以上者 | 340          |

### 优惠车票
- 公車、地下鐵全線一日乘車券（成人票870日圓，孩童票430日圓）
- 地下鐵全線24小時乘車券（成人票760日圓，孩童票380日圓）[7]
- DONICHI（周末假日）環保乘車券（成人票620日圓，孩童票310日圓）：每逢周末與日本國定假日時以及每月8號時，限當日使用的公車與地下鐵全線之一日乘車券。
- 1區間特別乘車券（成人票3,800日圓）：為可在地下鐵1區間內共使用22次之乘車票卡。

### 乘車票卡
於1998年所引進之YURICA為其主要使用之預付式乘車票卡。本張卡片可對應TranPass系統，除了可以使用在名古屋市公車與地下鐵以外，也可在名古屋鐵道等其他相互合作之各鐵路公司內共用。
從2011年2月11日起，因引進使用manaca（非接觸式IC票卡）後，已於前一日（2011年2月10日）停止銷售YURICA（公車與地下鐵共用YURICA、白天時段專用之公車折扣YURICA、白天時段專用之地下鐵折扣YURICA），以及「地下鐵1區間特別乘車票卡」。並預計至2012年2月29日停止上述各票種YURICA之使用。
2012年4月21日manaca與JR東海的TOICA開始相互利用，2013年3月23日相互利用进一步扩大，允许与日本全国主要非接觸式IC票卡相互利用，包括Suica、ICOCA等。

## 车辆
名古屋地铁使用的车辆有两大不同规格，東山線、名城線和名港線的列车使用1,435毫米標準軌距、第三轨供电600 V DC；鶴舞線、櫻通線和上飯田線的列车使用1,067毫米窄軌、接触网供电1500 V DC，即與名古屋鐵道相同規格。

### 现用车辆

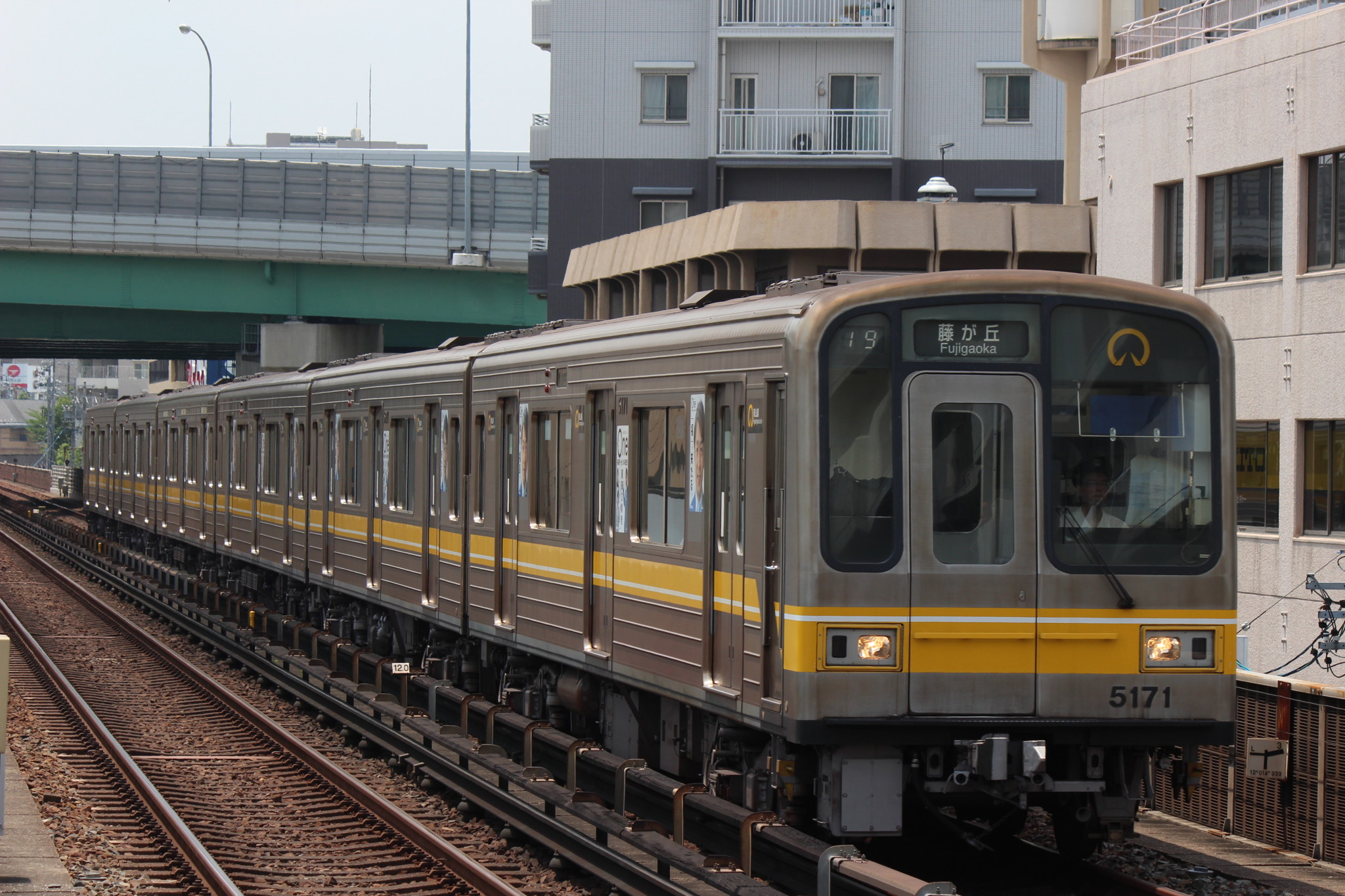
5050形
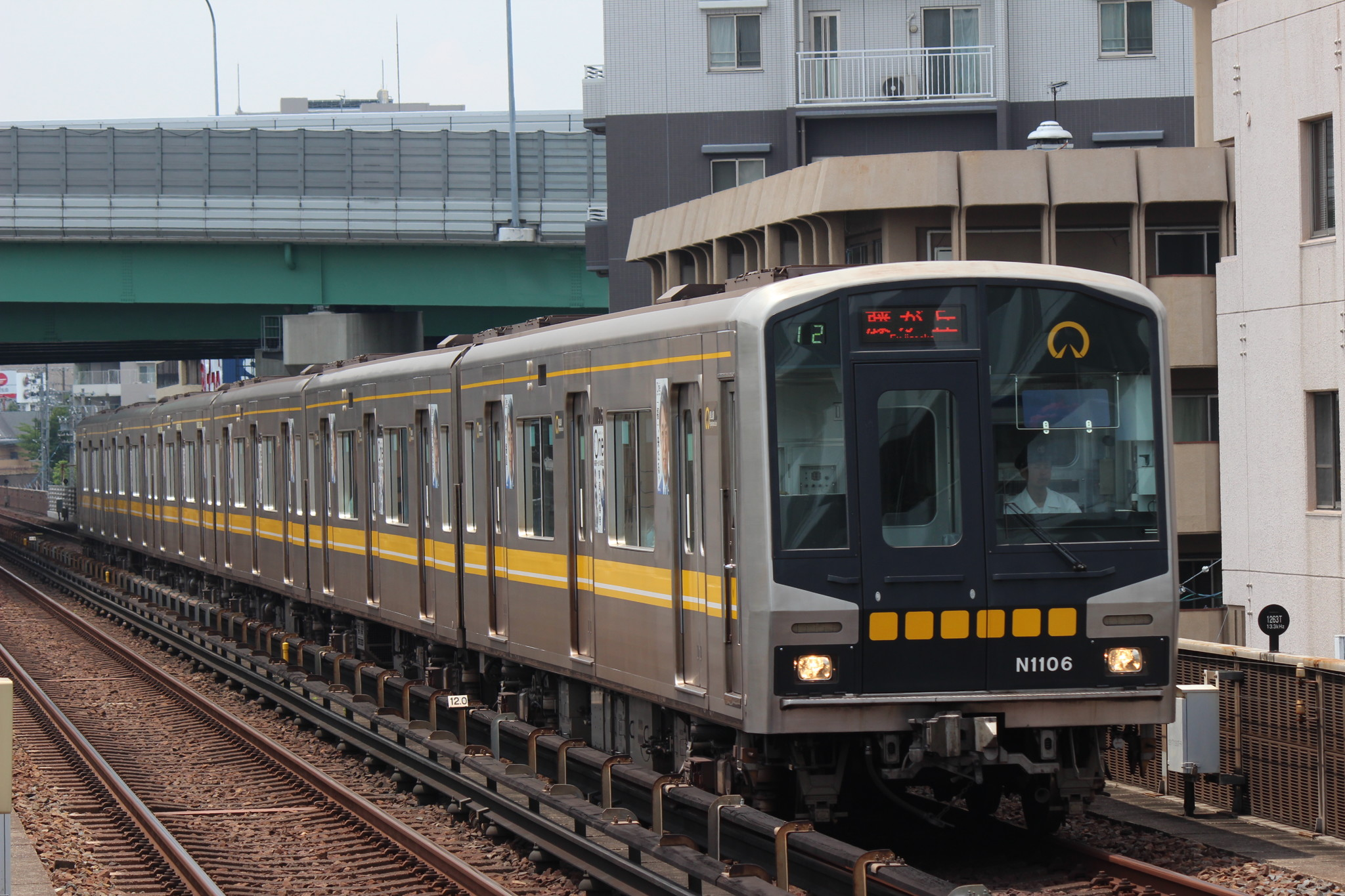
N1000形
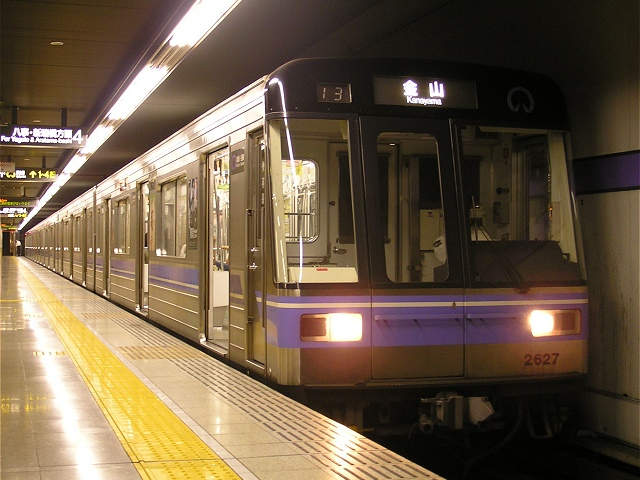
2000形
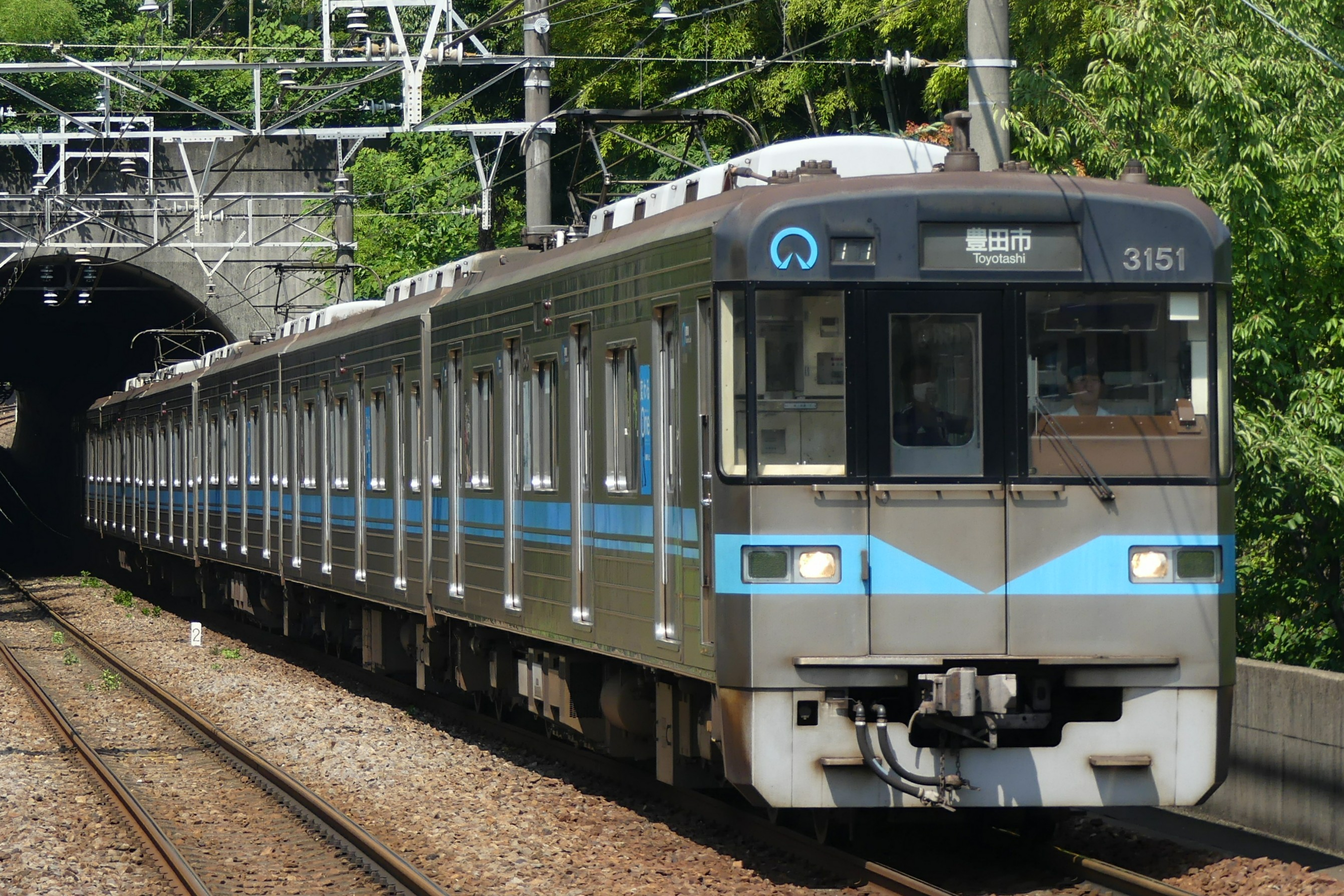
3050形
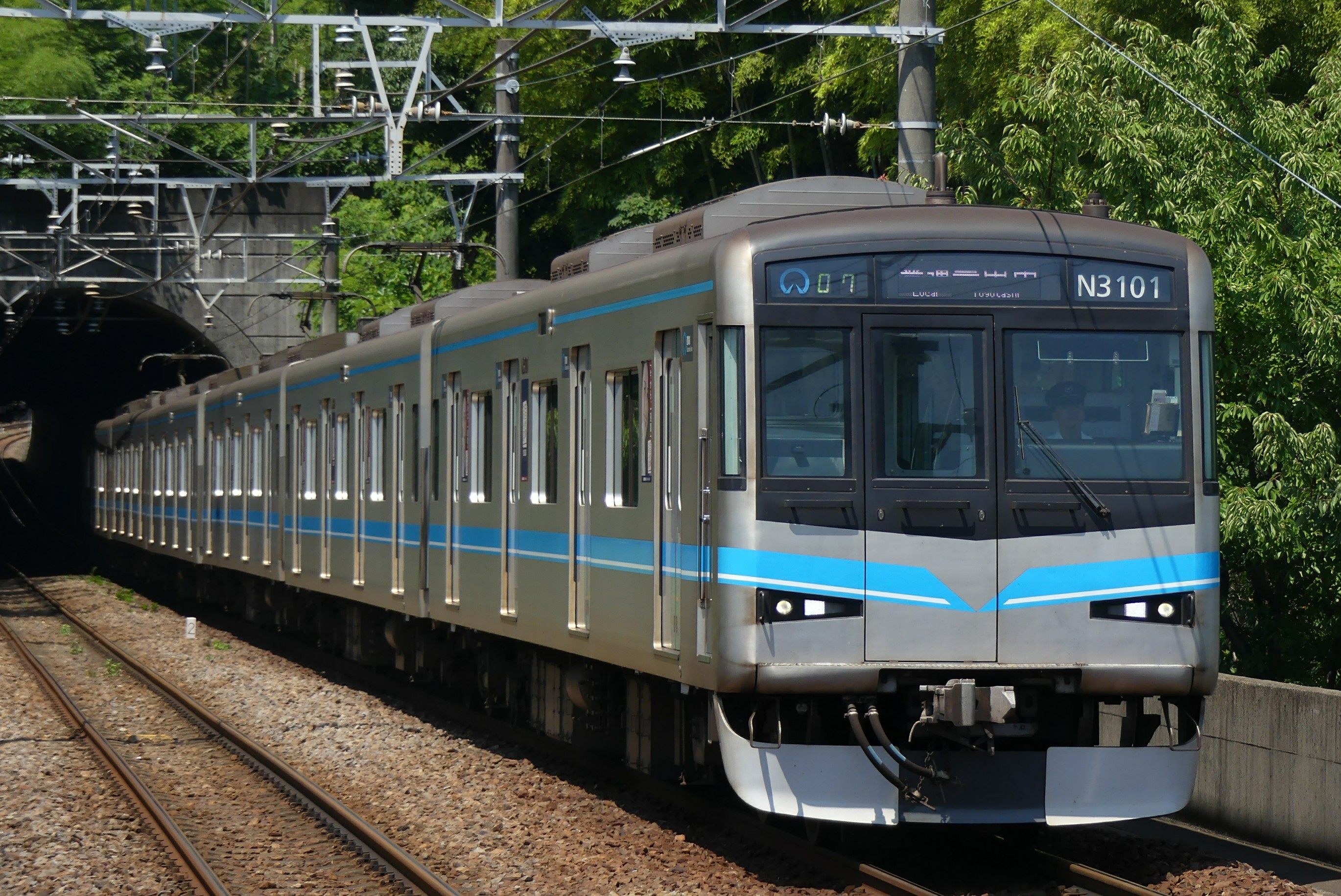
N3000形
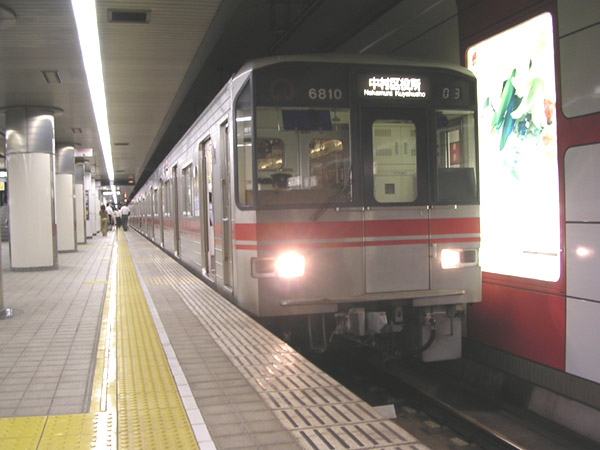
6000形
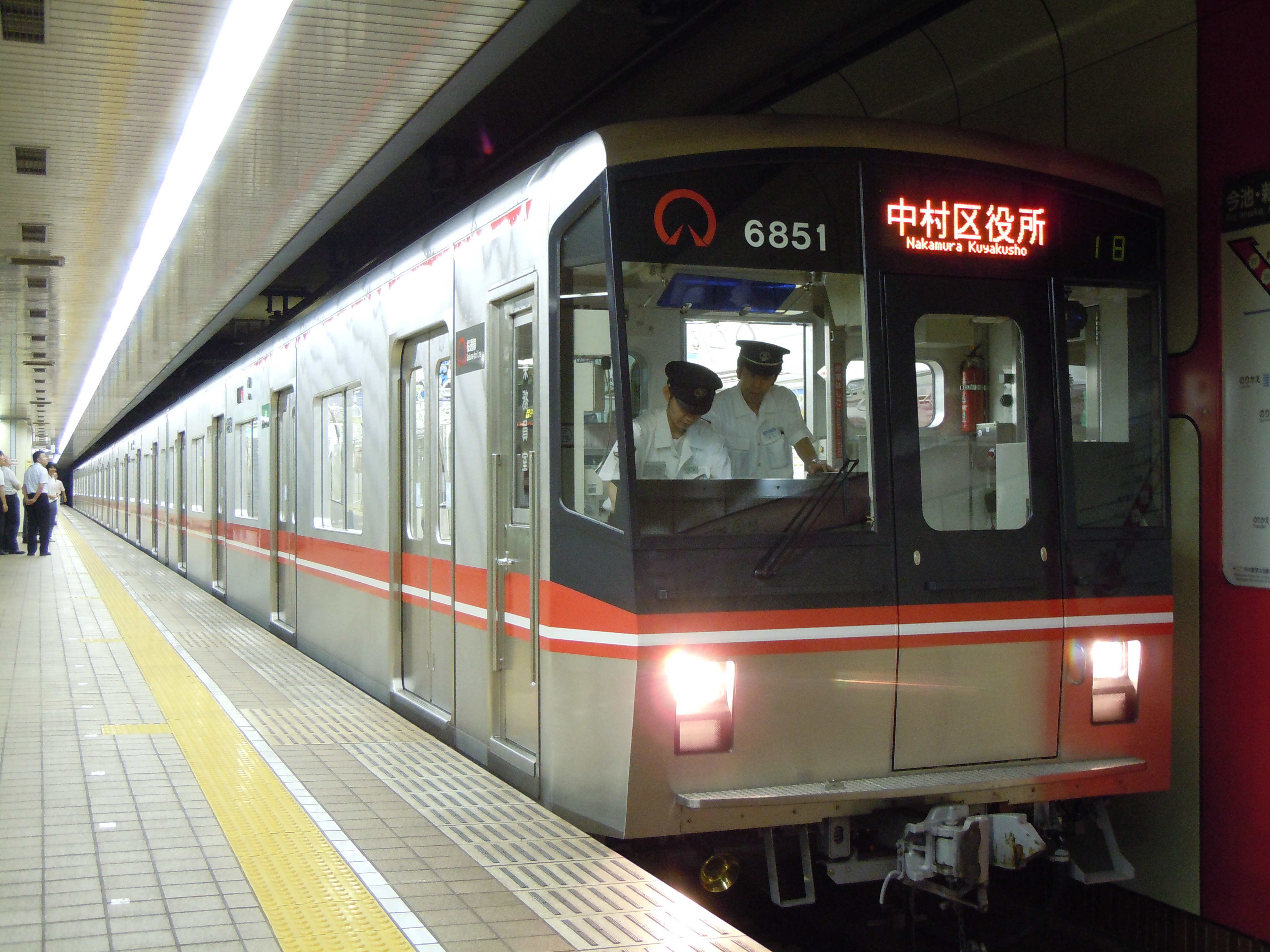
6050形
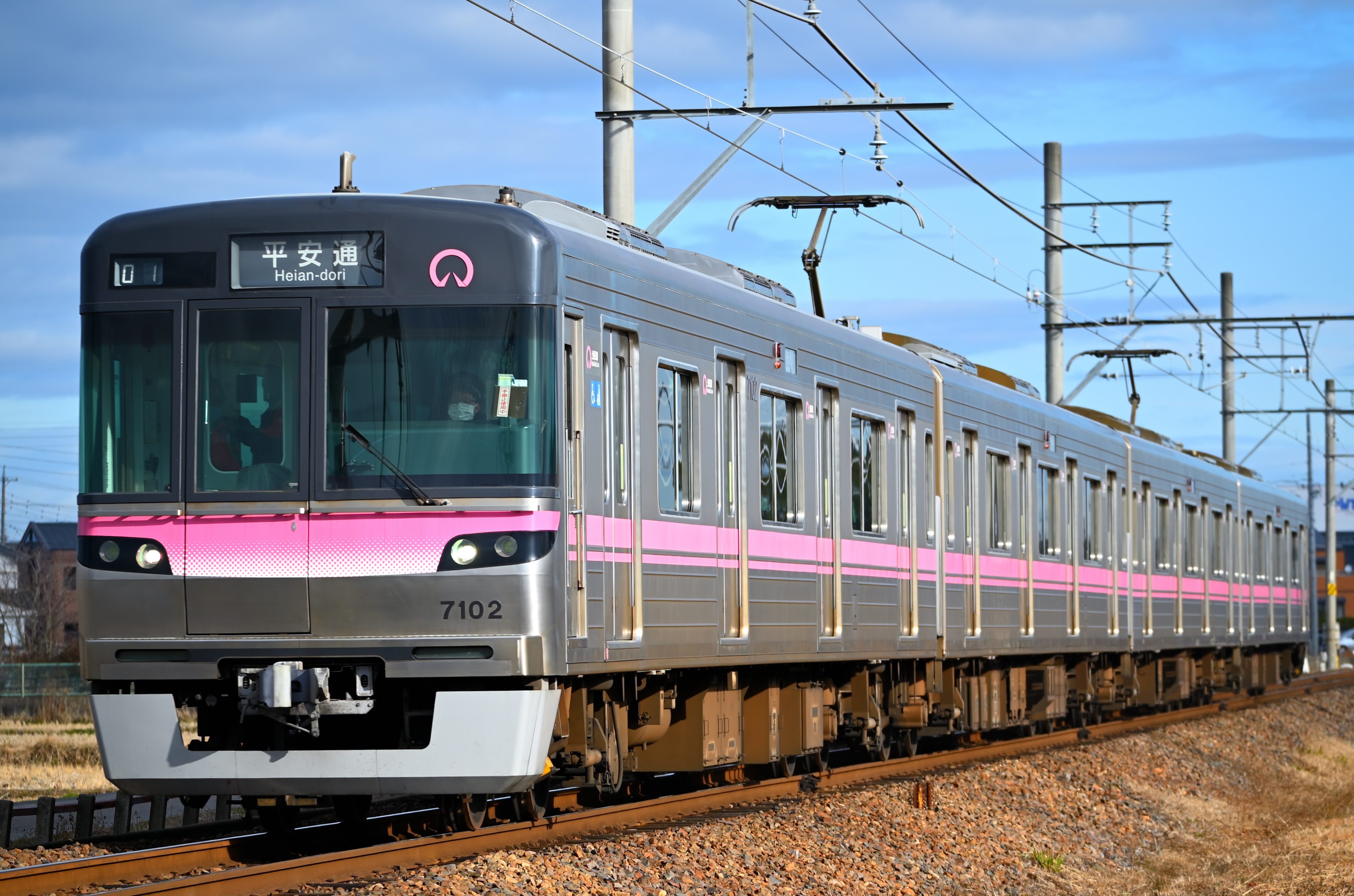
7000形

- 東山線：5050型、N1000型
- 名城線和名港線：2000型
- 鶴舞線：3050型（日语：名古屋市交通局3050形電車）、N3000型（日语：名古屋市交通局N3000形電車）
- 櫻通線：6000型（日语：名古屋市交通局6000形電車）、6050型（日语：名古屋市交通局6050形電車）
- 上飯田線：7000型

### 过去车辆

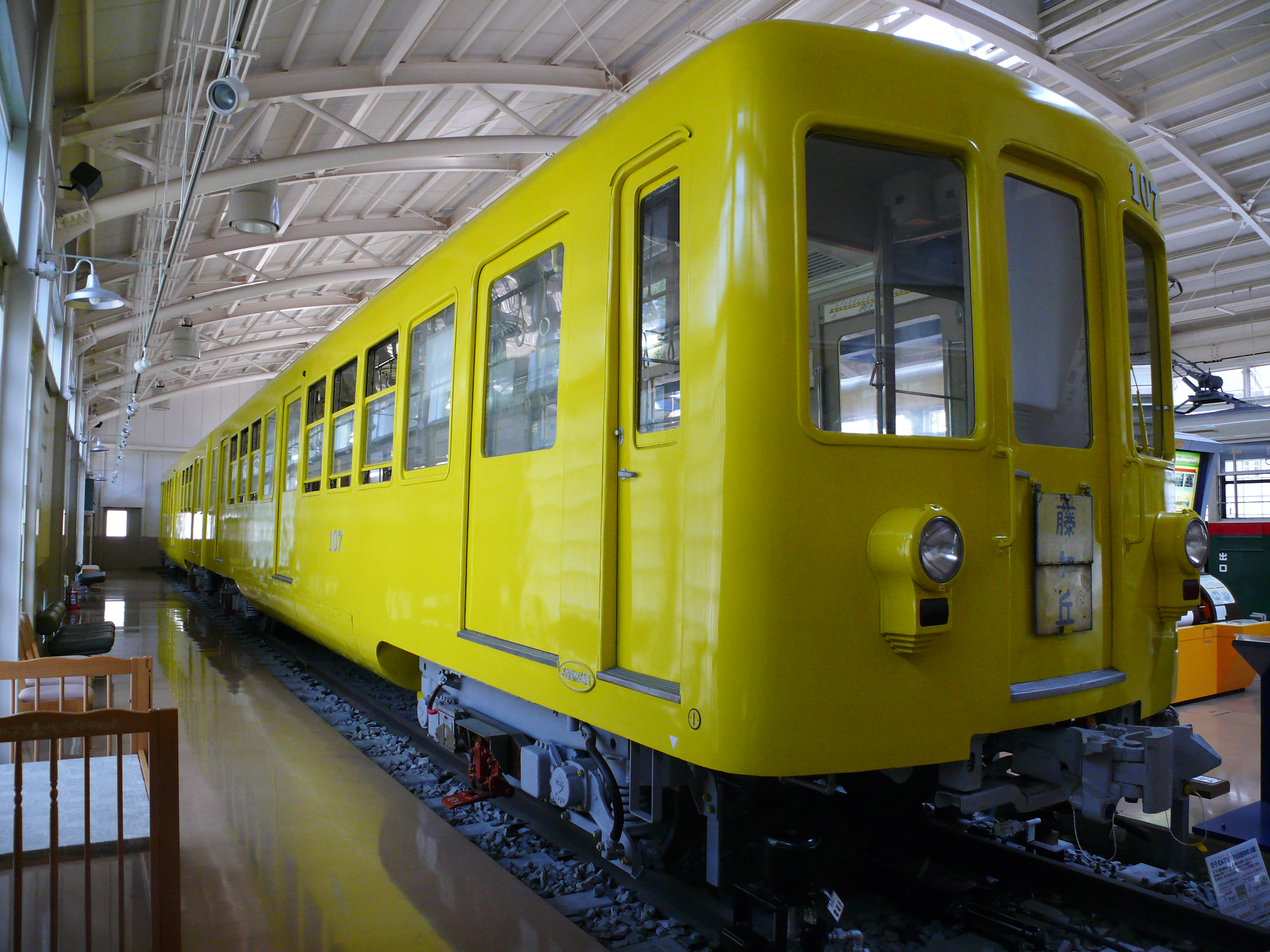
100形
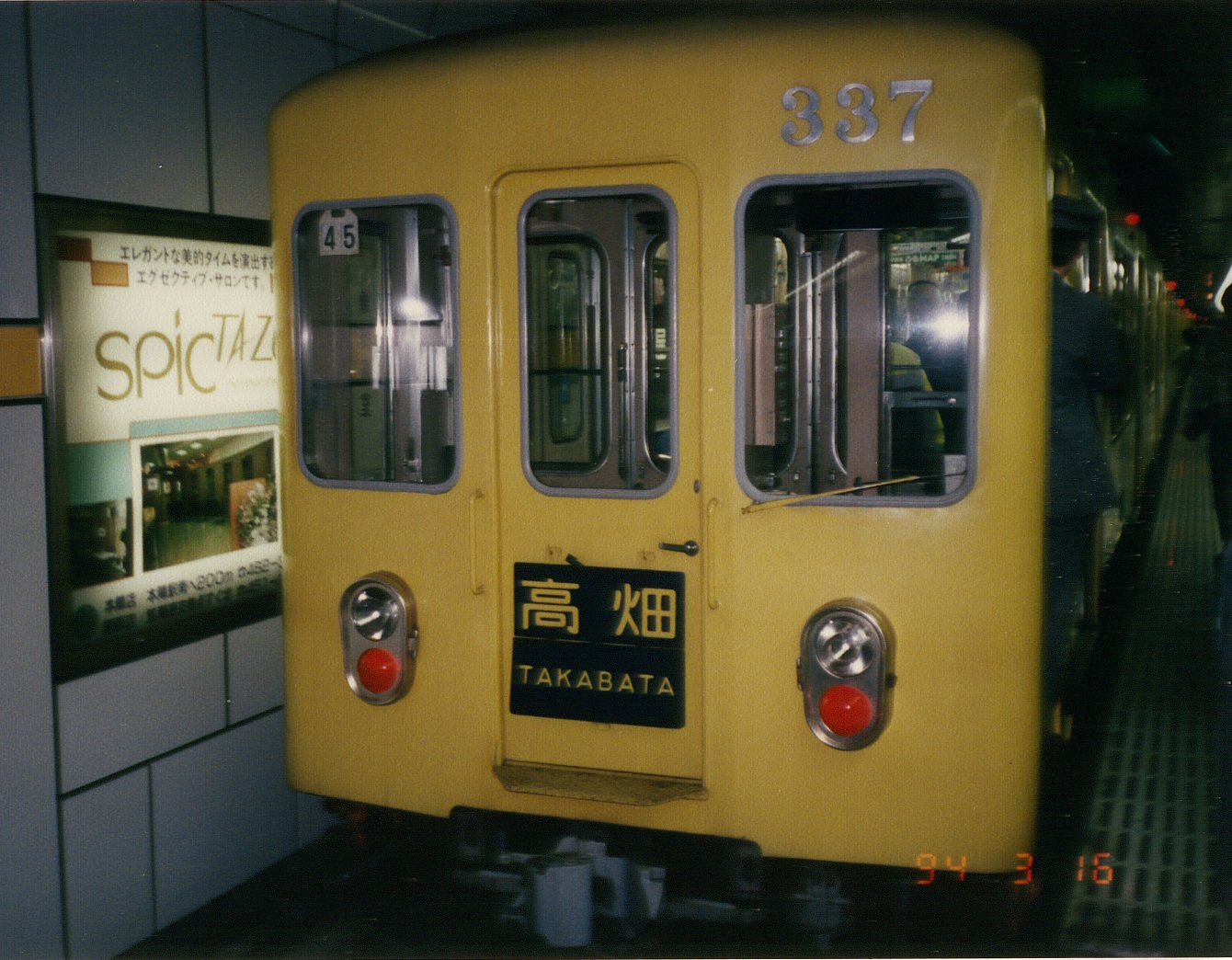
300形
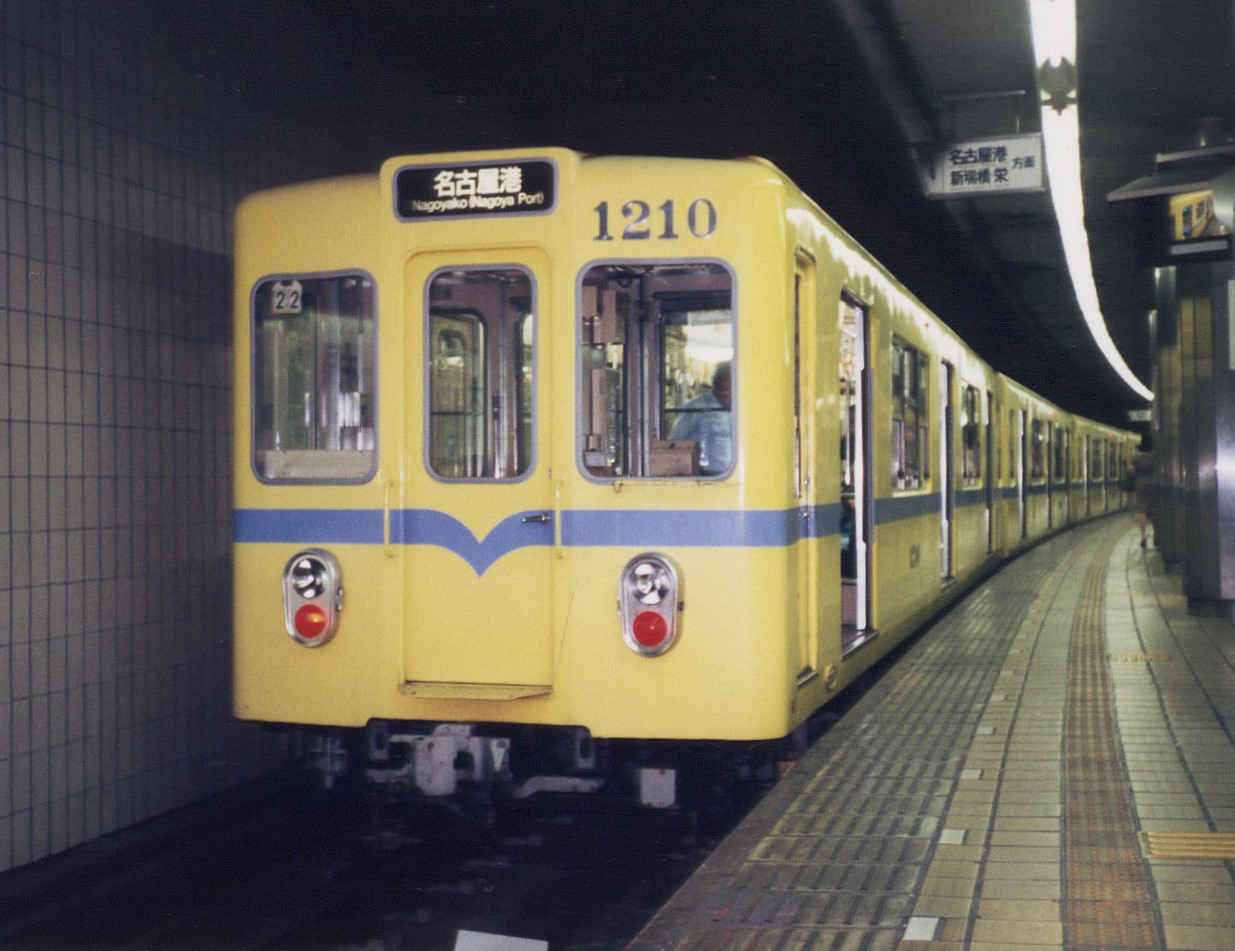
1000形
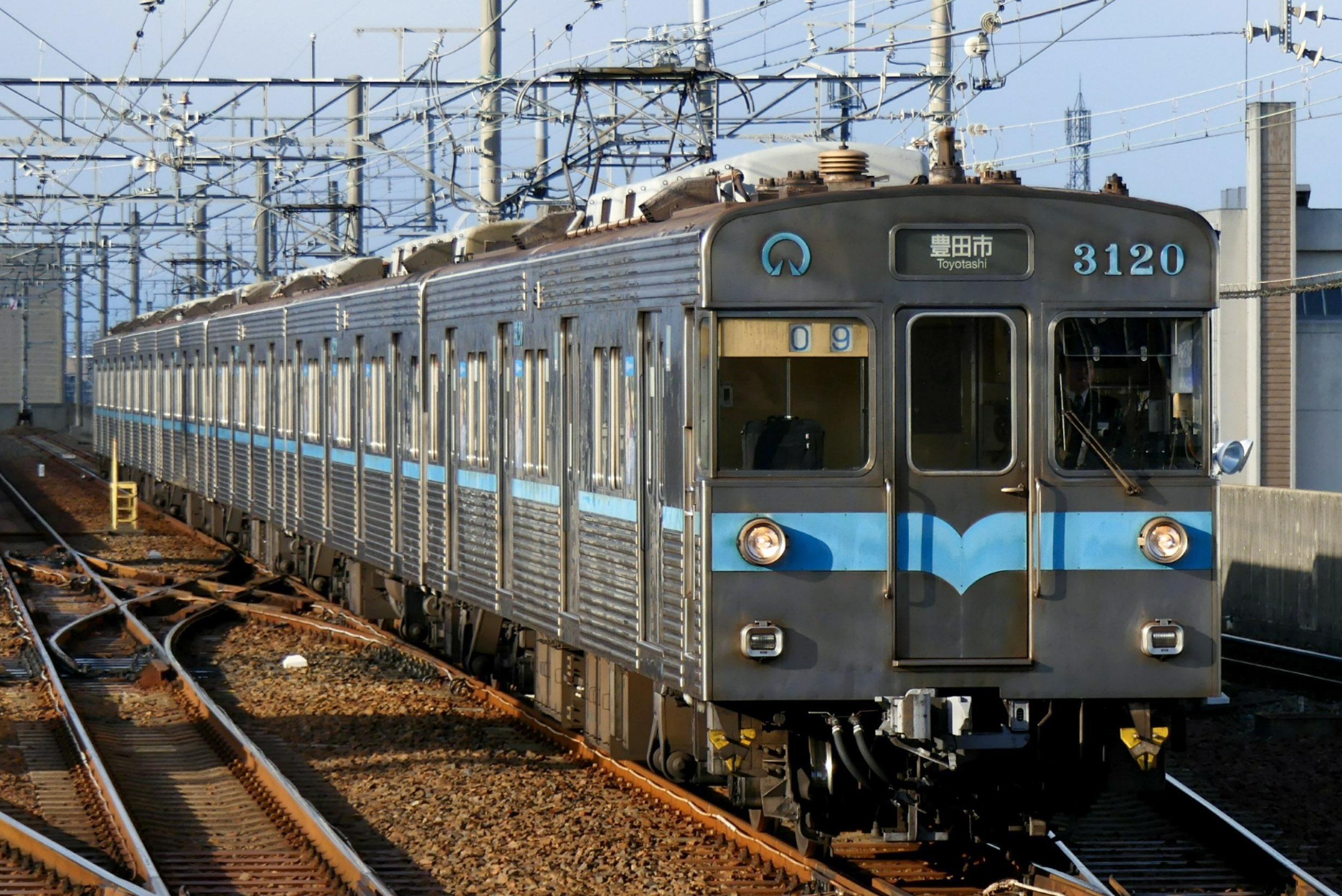
3000形
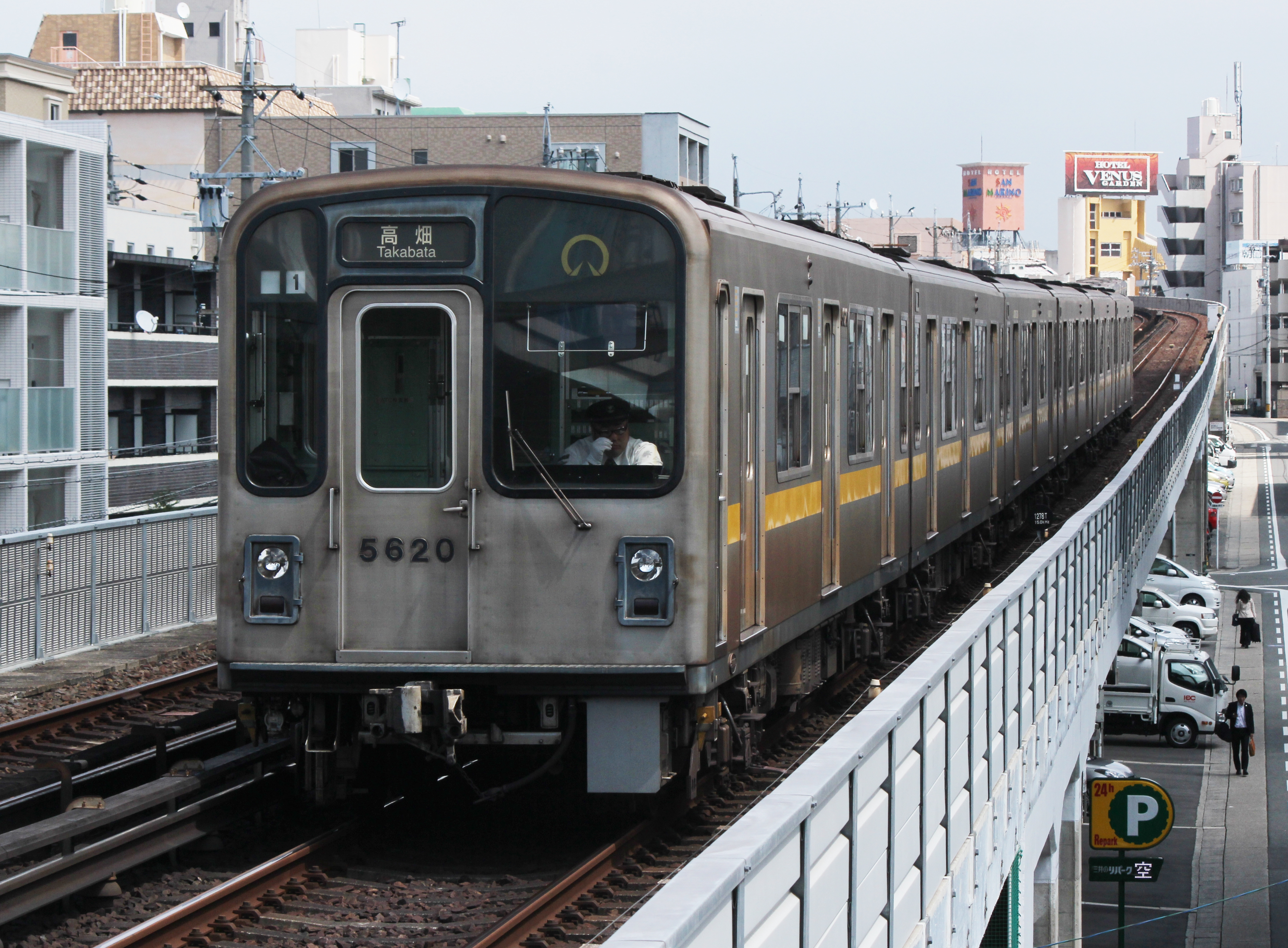
5000形

- 100型・200型・250型（日语：名古屋市交通局100形電車）
- 300型（日语：名古屋市交通局300形電車）
- 1000型・1100型・1200型（日语：名古屋市交通局1000形電車）
- 3000型（日语：名古屋市交通局3000形電車 (鉄道)）
- 5000型

## 未来计划
当初名古屋都市计划中，名古屋市营地下铁有6条路线，但其中5号线并未建成，5号线规划名称为“八熊線”，从金山到伏屋，连接近鐵名古屋線。然而5号线一直没有进行建设，至1992年整備计划中，5号线已被删除，被金山線取代，金山線从近鐵名古屋線户田站，经高畑、金山、黑川到名古屋市北區，但金山線在1992年整備计划被列为次要路线。
1992年整備计划提出的重要路线则是上飯田線延伸与新建東部線，上飯田线延伸从上飯田向南，经高岳、新榮町，到市中心丸田町连接東部線。東部線则从名古屋市中村區笹島町笹島演奏廳站，该车站可以转乘名古屋臨海高速鐵道青波線，经矢場町、丸田町、名古屋大学，在千種區東山公園、星丘与東山線换乘，再向东延伸至名东区高針橋，远期计划延伸日进市岩崎町。次要路线除了金山線外还有6号线 (櫻通線)延伸海部市七宝町，和丰明市。根据1992年整備计划应在2009年完成重要路线，并在之后推进次要路线，但自1992年整備计划以来，名古屋市营地下铁以资金、效益不足为由，没有再推出任何新線建設计划。

## 外部連結
- 名古屋市交通局 （页面存档备份，存于）（日語）（英文）（简体中文）（繁體中文）（葡萄牙文）（西班牙文）（菲律賓語）（泰文）（越南文）
- 名古屋市営地下鉄 （页面存档备份，存于）